# 山下いくと
山下 いくと（やました いくと、1965年8月23日 - ）は、日本の漫画家、メカニックデザイナー。岐阜県出身。現在も岐阜を拠点に活動を続けている。
漫画家としての代表作は『ダークウィスパー』『風の住処 -銀河標準時-』など。またメカニックデザイナーとして数々のアニメーション作品に参加し、『ふしぎの海のナディア』『新世紀エヴァンゲリオン』『機動戦士Gundam GQuuuuuuX（ジークアクス）』などのデザインを手掛けている。一方、TVアニメ『新世紀エヴァンゲリオン』を原作とする小説『エヴァンゲリオン ANIMA』では、制作総指揮とイラスト、そして途中からは小説の執筆も担当した。また「日本アニメ（ーター）見本市」で発表された短編アニメ『偶像戦域』では、初めて監督を担当した。
メカニック描写の斬新さとデザインのセンスについては海外でも高い評価を受けている。

## 来歴
名古屋芸術大学美術学部出身。大学時代に地元のSF系の同人誌に漫画を描くようになり、そこでのちに『新世紀エヴァンゲリオン』などのアニメ制作に共に参加することになる漫画家のきお誠児と出会う。
大学卒業後、ロボットアニメ専門のアンソロジーコミック集『サイバーコミックス』で漫画家として活動を開始する。一方、プロになった後も同人サークル「BLUE AND PURPLE」を主宰し、設定資料集や画集といった作品を発行するなどの活動を続けている。
その後、『サイバーコミックス』の編集を担当していたゼネラルプロダクツがアニメ制作会社ガイナックスの母体企業であった縁で、メカニックデザイナーとして『トップをねらえ!』『ふしぎの海のナディア』『新世紀エヴァンゲリオン』といったアニメ作品の制作に参加するようになる。
OVA『戦闘妖精雪風』ではデザインだけでなく、最終巻で絵コンテ・脚本も担当。演出についてのアイデアも出した。
2008年から「電撃ホビーマガジン」で連載された小説『エヴァンゲリオン ANIMA』では、執筆、デザイン、イラスト、製作総指揮を兼任した。
2015年に日本アニメ（ーター）見本市で発表された短編アニメ「偶像戦域」で監督を務めた。

## エピソード
ふしぎの海のナディア
ニュー・ノーチラス号のデザインを担当。初期のデザイン案では、西洋の剣を思わせる4枚羽根を持つ前進翼という独特なデザインだったが、庵野秀明監督に「作画がしにくい」ということで外形をリファインされている。そのリファインがあまりにも原型を残していなかったため「名前のクレジットはいらない」といったところ、実際にクレジット表記から名前がなくなった。艦橋など船内のデザインは原案から変更されずに使われ、配色のみ原色系のカラフルな色に変えられた。
新世紀エヴァンゲリオン
企画には途中から参加し、メカニックデザインと設定を担当した。最初は主役メカを担当する人間が別におり、山下へのオファーはその周辺メカのデザインだったため断った。しかしその後、改めて主役メカのオファーが来たので引き受けることにした。ガイナックスから伝わる断片的な情報でデザインを始め、外形だけでなくカラーリングや設定も含めたEVA全体をデザインした。庵野秀明監督が求める「コックピットは胸部にあること」「胸板を薄くすること」という条件を両立させるため、個人の判断でコックピットは脊椎を通す形式に決め、庵野監督からは事後承諾を得た。また「エントリープラグ」などの名称も決めた。固定武装の中でナイフについては現実のナイフやカッターナイフをそのままスケールアップして使用するという案は山下のものではない。エヴァンゲリオンのデザインはほぼ全て手掛けているが、旧劇場版のEVAシリーズのデザインだけは、本田雄のものが採用された。メカデザインだけでなく、NERVのマークや番組タイトルロゴのデザインも手掛けた。また山下はデザインだけでなく作品の世界観設定やSF設定も行っており、社会的ブームを盛り上げた一因である作品考察については、山下ときお誠児が提出したアイデアも大きく貢献しているとされる。第3新東京市の初期稿やラフ設定のうち、SF構想的なものは山下ときお誠児、そして庵野秀明やガイナックスのスタッフが考え、美術はスタジオ美峰が手がけた。庵野監督はアニメ制作の初期段階においては受け身の姿勢を取り、各スタッフに出させたアイデアをぶつけ合わせることで話の骨格に肉付けをしていくスタイルである。そのため、設定担当である山下にも脚本の初期稿が渡され、思い付いたアイデアやストーリーなどを電話やFAXで庵野監督に伝えた。テレビシリーズの最終回の候補案や旧劇場版用の準備プロットについても自分なりのものを提案した。また一部キャラクター設定についての案も出している。
エヴァンゲリオン ANIMA
企画のきっかけは、2004年頃に庵野が「『エヴァンゲリオン』でもガンダムシリーズのような多角的なメディア展開が出来ないか」と考えたこと。その頃すでにキャラクターデザインの貞本義行によるコミックが展開されていたが、庵野はそれをさらに広げたいと考えていた。そこで山下は自分が温めていた企画を小説で展開させて欲しいと提案し、庵野から承諾を得た。アニメでは実現できないデザインを追求するための立体物ありきで考えられた企画で、山下はデザインやイラストを担当し、小説家の陰山琢磨が執筆する形で始まった。その後、山下が小説の執筆も担当することになった。
青の6号
最初は参加する予定はなかったが、本人の漫画『ダークウィスパー』が海を舞台にしたものであったために一部の人間が「山下いくとは参加しないのか」と言い始め、それが伝言ゲームの要領で伝わるうちに「山下本人がやらせろと言っている」と変化。それを聞いたアニメ制作会社のゴンゾが実際に仕事を依頼し、潜水艦をデザインすることになった。
戦闘妖精雪風
OVA版のメカデザイナーとして戦闘機等のデザインを手がけた。主役機・メイヴのデザインは「蓮の花」をヒントにしているとのこと。山下が関わるようになったきっかけは、現場からの推薦だった。『青の6号』で一緒に仕事をしたゴンゾのスタッフからプロデューサーに「是非山下に依頼して欲しい」という話があり、その後正式にオファーが出された。この作品ではデザインだけでなく、コンテや脚本も担当したほか、演出面でもいろいろなアイデアを出している。また山下が気晴らしで描いたいたずら描きのキャラクター「メイヴちゃん」が元となり、派生作品のOVA『戦闘妖精少女 たすけて! メイヴちゃん』が制作された。これは制作公式がメカの擬人化を作品化した草分けとして認識されている。「メイヴちゃん」のキャラクター誕生のきっかけは、主役機・メイヴのデザインをエンジン部まで描き上げたところでそのデータが全部消えてしまったこと。それに腹を立てた山下は、うっぷん晴らしに落書きとして「メイヴちゃん」を描いた。本来ならば戯れで描いた1イラストで終わるところが、フィギュア化、OVA化とトントン拍子にメディア展開が進んでいった。
機動戦士Gundam GQuuuuuuX
エヴァンゲリオンのデザイナーとして知られる山下がガンダムのデザインを手掛けたことについて、カラーの杉谷勇樹プロデューサーは「スタッフについては鶴巻和哉監督の信頼をおける人にお願いすることができた」「エヴァンゲリオンのデザイナーがガンダムをデザインしたらどうなるか?という一つの答え。ガンダムは面が多く、ロボット然としたデザインだが、エヴァンゲリオンは鎧を着た人間という感じ。（GQuuuuuuXのモビルスーツの）肩や股関節がより人間らしい動きができるようにデザインされているのは監督がこだわっているところ」と語っている。

## 主な参加作品

### テレビアニメ
- ふしぎの海のナディア （1990〜1991年） メカニックデザイン
- 新世紀エヴァンゲリオン （1995〜1996年） メカニックデザイン
- 機神大戦ギガンティック・フォーミュラ （2007年） メカニックデザイン
- 機動戦士Gundam GQuuuuuuX（2025年）メカニカルデザイン

### OVA
- トップをねらえ! （1988〜1989年） メカニックデザイン（第5、6話）
- 青の6号 （1998〜2000年） メカニックデザイン[29]
- 戦闘妖精雪風 （2002〜2005年） メカニックデザイン、絵コンテ・脚本（最終話）
- 戦闘妖精少女 たすけて! メイヴちゃん（2005年) キャラクター原案

### WEBアニメ
- 日本アニメ（ーター）見本市 「偶像戦域」（2015年） 原案、監督、脚本、イメージボード、キャラクター&メカニックデザイン、絵コンテ、原画

### アニメ映画
- 新世紀エヴァンゲリオン劇場版 シト新生（1997年） メカニックデザイン、エヴァンゲリオンコンセプトデザイン
- 新世紀エヴァンゲリオン劇場版 Air/まごころを、君に（1997年） メカニックデザイン、エヴァンゲリオンコンセプトデザイン
- ヱヴァンゲリヲン新劇場版:序（2007年）主・メカニックデザイン
- ヱヴァンゲリヲン新劇場版:破（2009年）主・メカニックデザイン
- ヱヴァンゲリヲン新劇場版:Q（2012年）主・メカニックデザイン、イメージボード
- シン・エヴァンゲリオン劇場版（2021年）主・メカニックデザイン、原画

### 実写映画
- シン・ウルトラマン（2022年）デザイン
- シン・仮面ライダー（2023年）デザイン[30]

### 雑誌
- バンダイ『サイバーコミックスNo.9』（1989年）『機動戦士ガンダム 逆襲のシャア』ピンナップイラスト[注 7]
- プロジェクトU『PONY-METAL U-GAIM』（-年）同人誌に参加して数点の原画を寄稿

### その他
- 準天頂衛星システム「みちびき」2〜4号機打ち上げミッションロゴ（2017年）コンセプトデザイン[32][33]

- アーマード・コアVI ファイアーズオブルビコン（2023年）コンセプチュアル・デザイン・コーペレーション
- メタファー:リファンタジオ（2024年）鎧戦車デザイン原案[34]

## 著作

### 小説
- 『エヴァンゲリオン ANIMA』（2008〜2013年） - 陰山琢磨の後を引き継ぐ形で途中から執筆。製作総指揮、メカニックデザイン、イラスト担当。全5巻[10]。

### 漫画
- 『ダークウィスパー』（1990〜2004年） - 雑誌連載終了。既刊3巻。
- 『風の住処』 (1994〜1997年） - 雑誌連載完結。未単行本化。

### 画集
- 山下いくと、きお誠児『それをなすもの: 新世紀エヴァンゲリオンコンセプトデザインワークス』KADOKAWA、1998年3月25日。ISBN 978-4-048-52908-2。
- 山下いくと、きお誠児『なをもつかぜのほん』BLUE AND PURPLE。
- 山下いくと 著、柏原康雄 編『エヴァンゲリオンANIMA 山下いくと画集』KADOKAWA、2025年2月19日。ISBN 978-4041158845。